# Eva Hovenkamp
Eva Hovenkamp (* 19. Juli 1996 in Ede) ist eine niederländische Leichtathletin, die sich auf den Sprint spezialisiert hat.

## Karriere
Erste internationale Erfahrungen sammelte Eva Hovenkamp 2014 bei den Juniorenweltmeisterschaften in Eugene, bei denen sie mit der niederländischen 4-mal-100-Meter-Staffel mit 45,29 s in der ersten Runde ausschied. Im Jahr darauf erreichte sie bei den Junioreneuropameisterschaften in Eskilstuna über 100 und 200 Meter jeweils das Halbfinale, in dem sie mit 11,94 s bzw. 23,79 s ausschied. Mit der Staffel gelangte sie bis in das Finale, in welchem die Staffel den Lauf aber nicht beenden konnte. 2016 nahm sie mit der 4-mal-400-Meter-Staffel an den Europameisterschaften in Amsterdam teil und belegte dort in 3:29,23 min den siebten Platz. Bei den U23-Europameisterschaften 2017 im polnischen Bydgoszcz schied sie im 400-Meter-Lauf in der Vorrunde aus.  Bei den Weltmeisterschaften in London wurde sie mit der Staffel im Vorlauf disqualifiziert. 2019 erreichte sie bei der Sommer-Universiade in Neapel das Halbfinale, in dem sie mit 54,27 s ausschied. Bei den World Athletics Relays 2021 im polnischen Chorzów wurde sie mit der 4-mal-400-Meter-Staffel in 3:30,12 min Vierte.
Sie ist Studentin an der Universität Wageningen.

## Persönliche Bestleistungen
- 100 Meter: 11,69 s (+0,2 m/s), 22. April 2016 in Gainesville
  - 60 Meter (Halle): 7,42 s, 27. Februar 2016 in Apeldoorn
- 200 Meter: 23,74 s (−0,1 m/s), 4. Juni 2016 in Lede
  - 200 Meter (Halle): 23,99 s, 28. Februar 2016 in Apeldoorn
- 400 Meter: 52,83 s, 20. Mai 2017 in Den Haag
  - 400 Meter (Halle): 54,10 s, 12. Februar 2017 in Apeldoorn